# South Park est gay
South Park est gay (ou South Park, c'est gay) (South Park Is Gay! en version originale) est le huitième épisode de la septième saison de la série animée South Park, ainsi que le 104e épisode de l'émission.

## Résumé
Lorsque commence la diffusion de Queer Eye for the Straight Guy, un programme télévisé où une équipe d'individus ouvertement homosexuels donnent des conseils d'habillement et d'ameublement à des hétérosexuels, la métrosexualité devient un comportement dominant parmi les adultes et les enfants de South Park. Tous commencent à agir comme s'ils étaient gays, excepté Kyle qui trouve que cela ne lui correspond pas et ne veut pas s'y conformer pour faire comme les autres. Chef, un des rares hommes de la ville à ne pas suivre la lubie métrosexuelle, encourage Kyle à rester tel qu'il est. Le jeune garçon est cependant mis à l'écart par Stan, Cartman et Kenny, ainsi que stigmatisé et battu par ses autres camarades de classe.
M. Garrison et M. Esclave, deux hommes déjà homosexuels, sont opposés à cette mode métrosexuelle, estimant que la culture gay devrait uniquement appartenir aux gays. De leur côté, les femmes de South Park l'appréciaient à l'origine, car leurs maris et fils avaient une meilleure hygiène et communiquaient plus avec elles. Mais elles finissent par être lassées, lorsqu'ils commencent à plus prêter attention à leur propre look qu'à leurs compagnes.
Kyle, M. Garrison et M. Esclave décident d'aller ensemble à New York pour tuer les cinq présentateurs de Queer Eye par vengeance, mais leur mission échoue. Ils essayent ensuite de parler aux stars insouciantes, qui refusent d'arrêter ce qu'ils font. Garrison se demande à haute voix comment des homosexuels pourraient autant porter préjudice à leurs semblables, puis réalise soudainement qu'ils ne sont pas des gays du tout. Les présentateurs, devenant soudainement graves, révèlent qu'ils sont en fait des hommes-crabes portant des costumes pour se mêler aux humains. Ils appartiennent à une race ancienne bannie dans les entrailles de la Terre, qui projette d'affaiblir les hommes avec la mode métrosexuelle afin de les exterminer et s'emparer du monde.
Capturés par les hommes-crabes, les deux professeurs et Kyle ne peuvent empêcher Queer Eye de commencer à "métrosexualiser" le président des États-Unis. Cependant, les femmes de South Park font irruption dans le studio et massacrent tous les présentateurs. Elles se justifient en expliquant que bien que l'émission ait rendue leurs hommes plus propres sur eux, elle leur a fait perdre leur virilité qui les rendait attirants. Le producteur de Queer Eye était sur le point d'appeler la police pour les arrêter, jusqu'à ce qu'un homme-crabe agonisant sorte du corps d'un des présentateurs. Choqué, il décide d'arrêter l'émission et de remettre au goût du jour la "mode latino", que les adultes et enfants de South Park adoptent immédiatement.
À l'école, Kyle retrouve Stan, Cartman et Kenny, qui lui proposent avec l'accent hispanique une partie de football américain. Kyle est furieux que ses amis l'aient rejetés et osent revenir vers lui comme si de rien n'était, mais les garçons le traitent de "lopette" et de "tarlouse", n'ayant rien retenu ou appris des évènements des jours précédents. Kyle fini par les suivre en décidant lui aussi, à contrecœur, de faire comme s'il ne s'était rien passé.